# Ривулові
Ривулові (Rivulidae) — родина костистих риб ряду коропозубоподібних (Cyprinodontiformes). Представники родини поширені у прісних водоймах Північної та Південної Америки. Багато видів є об'єктом акваріумістики.

## Класифікація
Родина містить 338 видів та 36 родів:
- Anablepsoides
- Aphyolebias
- Atlantirivulus
- Austrofundulus
- Austrolebias
- Campellolebias
- Cynodonichthys
- Cynolebias
- Cynopoecilus
- Gnatholebias
- Hypsolebias
- Kryptolebias
- Laimosemion
- Leptolebias
- Llanolebias
- Maratecoara
- Melanorivulus
- Micromoema
- Millerichthys
- Moema
- Nematolebias
- Neofundulus
- Notholebias
- Ophthalmolebias
- Papiliolebias
- Pituna
- Plesiolebias
- Prorivulus
- Pterolebias
- Rachovia
- Renova
- Rivulus
- Simpsonichthys
- Stenolebias
- Terranatos
- Trigonectes
- Yssolebias